# Bulbophyllum arcaniflorum
Bulbophyllum arcaniflorum är en orkidéart som beskrevs av Henry Nicholas Ridley. Bulbophyllum arcaniflorum ingår i släktet Bulbophyllum och familjen orkidéer. Inga underarter finns listade i Catalogue of Life.